# Steve De Jarnatt
Steve De Jarnatt és un director de cinema i televisió, guionista i autor de contes estatunidenc.
De Jarnatt és potser més conegut per escriure i dirigir el thriller de l'apocalipsi nuclear Amenaça nuclear (1988) i dirigit la pel·lícula de ciència-ficció Cherry 2000 (1987). El 1983 Amenaça nuclear va ser escollida per la revista American Film com un dels deu millors guions sense produir que circulaven a Hollywood. Aquell mateix any, De Jarnatt va rebre el seu primer crèdit a la pantalla com un dels guionistes de Strange Brew, una comèdia protagonitzada per Rick Moranis i Dave Thomas com els seus respectius personatges de SCTV  Bob i Doug McKenzie.
De Jarnatt també ha dirigit episodis de televisió, com ara The X-Files, Lizzie McGuire, Flight 29 Down, ER i Alfred Hitchcock Presents.
El seu conte, "Rubiaux Rising", va aparèixer a l'edició de 2009 de The Best American Short Stories, seleccionat per l'autora Alice Sebold. El 2020 es va publicar una col·lecció de contes de De Jarnatt, Grace for Grace.

## Antecedents i educació
De Jarnatt va créixer a Longview, Washington. El seu pare, Arlie De Jarnatt, va ser professor i representant públic que va ensenyar història i civisme a l'escola secundària de Monticello i més tard a R.A. Long High School. També va exercir cinc mandats com a membre del Partit Demòcrata de la Cambra de Representants de Washington i sis anys com a senador estatal del Senat de l'estat de Washington. La mare de De Jarnatt, Donna, era una artista que també va ensenyar a l'escola elemental de St. Helens i Monticello Middle.
El mateix De Jarnatt va assistir a R.A. Long, on es va graduar el 1970. Tot i que va ser un sprinter d'èxit a l'escola secundària (on va establir diversos rècords), va triar Occidental College a Los Angeles, més aviat que agafar una beca de seguiment a una universitat pública local, perquè preferia el clima i el medi ambient del sud de Califòrnia. De Jarnatt es va interessar per primera vegada pel cinema durant la seva etapa a Occidental; atret per "l'accés a un bon equip de cinema", va assistir posteriorment a The Evergreen State College, on es va graduar el 1974. Més tard va estudiar a l'American Film Institute.

## Filmografia selecta
- 1983: Strange Brew (guionista)
- 1987: Cherry 2000 (director)
- 1988: Amenaça nuclear (Miracle Mile) (guionista, director)
- 1998: Futuresport (guionista)